# Receptor X retinoide
El receptor X retinoide (RXR) es un tipo de receptor nuclear que es activado por el ácido retinoico. Se han descrito tres receptores diferentes de este tipo: receptor X retinoide alfa (RXRA), receptor X retinoide beta (RXRB) y receptor X retinoide gamma (RXRG), codificados por los genes rxrA, rxrB y rxrG, respectivamente.
Los receptores RXR forman heterodímeros con la subfamilia 1 de receptores nucleares de hormona tiroidea, incluyendo los receptores CAR, FXR, LXR, PPAR, PXR, receptor de ácido retinoico, receptor de hormona tiroidea y receptor de vitamina D.
Al igual que ocurre con otros receptores nucleares de tipo II, el heterodímero de RXR en ausencia de ligando se encuentra unido a los elementos de respuesta a hormonas con proteínas correpresoras. La unión de un ligando agonista a RXR da lugar a la disociación del correpresor y el reclutamiento de las proteínas coactivadoras que activan el promotor y así la transcripción de los genes diana.